# Mala Hvoroșcea, Sambir
Mala Hvoroșcea (în ucraineană Мала Хвороща) este un sat în comuna Zalujanî din raionul Sambir, regiunea Liov, Ucraina.